# Saint-Dizier-Leyrenne
Saint-Dizier-Leyrenne è un comune francese di 904 abitanti situato nel dipartimento della Creuse nella regione della Nuova Aquitania.

## Società

### Evoluzione demografica
Abitanti censiti